# Sbrinz
El Sbrinz es un queso muy duro producido en el centro de Suiza. Se emplea a menudo en lugar del parmesano en la cocina suiza. Se elabora solo en 42 queserías del centro del país, que emplean para ello exclusivamente leche de vaca. Se almacena en la región hasta su consumo.
En contra de la creencia popular, el nombre Sbrinz no alude originalmente a un lugar o región concreto, mito que fomentó la Schweizerische Käseunion con una campaña publicitaria en los años 1990, que resultó en la costumbre de llamar así a la región.

## Características
El Sbrinz es un queso extra duro con alto contenido graso, aproximadamente de un 40% a un 45% en seco. Debe dejarse envejecer 16 meses antes de poder venderse con este nombre, y el sabor completo solo se obtiene tras 24 a 30 meses de añejamiento.

## Historia
Se afirma que el Sbrinz es el queso europeo más antiguo. Los antepasados celtas de los suizos fabricaban queso siglos antes de Cristo, que podrían ser ancestros del Sbrinz moderno. El sitio web oficial afirma que el queso fue mencionado por vez primera en el 70 a. C., pero no da más detalle. Otras fuentes afirman que se menciona en contratos de alrededor del 1200. Sin embargo, lo que sí parece cierto es que aparece en documentos fechados en 1530, que se conservan en el archivo estatal de Berna.

## Origen del nombre
Aunque no hay localidades ni regiones conocidas como Sbrinz, hay dos posibles orígenes para este nombre. Puede proceder de Brienz, en el cantón de Berna. En los siglos XVI y XVII Brienz fue un importante centro de comercio para quesos del Oberland bernés y Suiza Central, que se enviaban a través de los Alpes. Los compradores italianos llamaban al queso Sbrinz por el origen de las mercancías, y el nombre llegó a Suiza. El segundo origen es que procede del lombardo sbrinzo, que alude a cualquier queso duro.
Desde 2001 el Sbrinz es una Denominación de Origen Controlada (AOC) por la Bundesamt für Landwirtschaft (Oficina Federal de Agricultura). La AOC especifica el origen de la leche y los procesos a seguir para que un queso pueda etiquetarse como Sbrinz.

## Consumo
El Sbrinz suele consumirse de las siguientes formas: rallado, como para pasta; en trozos pequeños, acompañado de vino; en rodajas finas cortadas de la pieza dura; o simplemente con pan y mantequilla.